# Leïla Abachidze
 (juin 2024).
Le contenu est difficilement compréhensible vu les erreurs de traduction, qui sont peut-être dues à l'utilisation d'un logiciel de traduction automatique.
Leïla Mikhaïlovna Abachidze (géorgien : ლეილა აბაშიძე ; russe : Лейла Михайловна Абашидзе), née le 1er août 1929 et morte le 8 avril 2018, est une actrice, metteuse en scène et scénariste géorgienne.  
Récipiendaire de nombreux prix, elle a sa propre étoile d'honneur en face du cinéma Roustavéli sur l'avenue Roustavéli à Tbilissi, en Géorgie. Au cours de sa carrière, elle était considérée comme la « Mary Pickford de l'URSS. »  Elle est l'une des actrices géorgiennes et soviétiques les plus connues.

## Biographie
Abachidze travaille pour le studio Kartuli Pilmi à partir de 1940. Elle est enfant acteur et joue dans Kajana (1941) avec Nato Vatchnadze. En 1951, elle termine ses études à l'Institut théâtral Chota-Roustavéli de Tbilissi. 
C'est en 1954 qu'elle se fait connaître en Union soviétique et en Europe grâce à son rôle dans The Dragonfly (1954). Elle est également remarquée dans The Scrapper (1956). D'abord associée aux rôles comiques, elle réussit à briser cette image avec sa prestation dans le drame historique Maia Tskneteli (1959).
L'un de ses plus grands succès commerciaux est Meeting Past (1966), pour lequel elle remporte le prix de meilleure actrice au Festival du film de toute l'Union (ru) de Léningrad en 1968.

## Filmographie
- Kajana (1941)
- Golden Path (1945)
- Cradle of Poet (1947)
- Keto and Kote (1948)
- Spring in Sakeni (1951)
- They Came from Mountains (1954)
- The Dragonfly (1954)
- Our Courtyard (1956)
- The Scrapper (1956)
- Where is Your Happiness Mzia? (1959)
- Maia Tskneteli (1959)
- I Shall Dance (1963)
- Khevisberi Gocha (1964)
- Wreck (1965)
- Meeting Past (1966)
- Meeting in Mountains (1966)
- Anticipation (1969)
- The Right Hand of the Grand Master (Episode One) (1969)
- The Right Hand of the Grand Master (Episode Two) (1970)
- Walking in Tbilisi (1976)
- Cinema (1977)
- Tbilissi-Paris-Tbilissi (1980)
- Commotion (1986)
- Zvaraki (1990)